# Afar forrópont

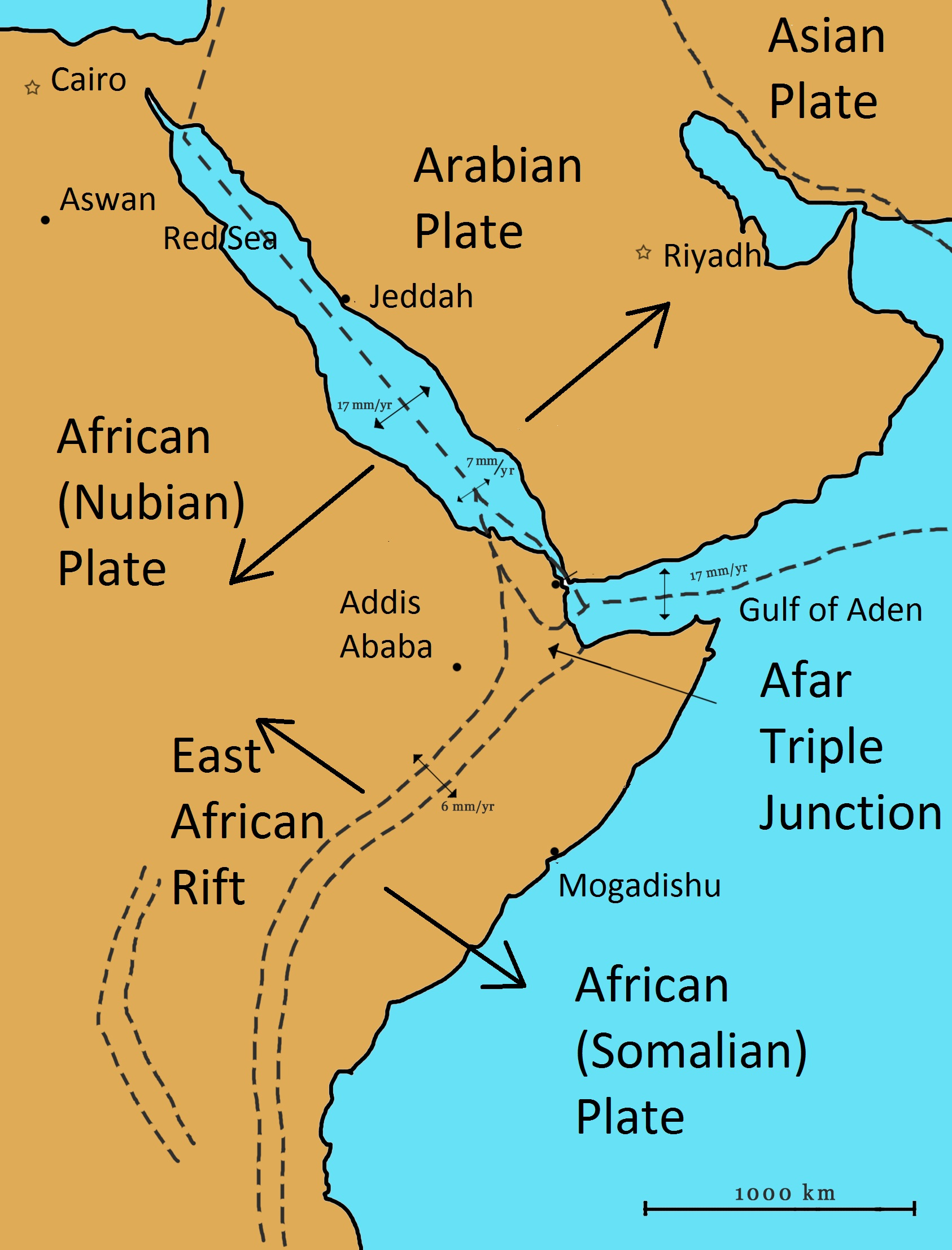
Az Afar forrópont és környéke- tektonikus térkép

Az Afar forrópont Etiópiában található, ahol három törésvonal találkozik egymással. Maga a forrópont jelenleg is aktív, ennek köszönhető a környék igen látványos vulkáni mezője.

## Elhelyezkedése
A forrópont a Nagy-hasadékvölgy, a vörös tengeri árok és a Ádeni-öböl találkozásánál található, a Danakil-mélyföld alatt. A három repedés egyben három kéreglemezt is meghatároz: a núbiai, a szomáliai és az arab táblát. A területen rendkívül nagyszámú tűzhányó található, valamint sekély fészkű földrengések pattannak ki.
A forrópont igen vékony kéreg alatt található. Ennek vastagsága északon mindössze 16 km, délen mintegy 20-25 km. Ez megfelel a kéreglemezek mozgásának is. A köpenycsóva egy 410 km mélyen mozgó, 500 km vastag köpenyáramlás felső határán található, azzal együtt mozog.

## Története
A forró pontot létrehozó köpenycsóva az Afrikai lemez alatti szupercsóva része, bár ezt újabban egyes kutatók megkérdőjelezik.
A forrópont kialakulása a törésvonalakon végzett vizsgálatok szerint a kései Eocén időszakra tehető. Mivel a feláramlás igen közel van a felszínhez, a vulkáni aktivitás a területen igen jelentős: többek között a Földön állandó működést mutató három vulkán egyike, az Erta Ale is itt van.

## Ismert kitörések
- Az Erta Ale 1967-ben kezdődött kitörése
- Alu, 2008
- Alayta, 1915